# Gustave Reese
Gustave Reese, né le 29 novembre 1899 à New York et mort le 7 septembre 1977 à Berkeley en Californie, est un musicologue américain et un professeur.  

## Biographie
Il vécut à New York et y enseigna une grande partie de sa vie.
Reese est principalement connu pour ses travaux consacrés à la musique médiévale et la musique de la Renaissance, notamment grâce à ses deux publications : La musique au Moyen Âge (Music in the Middle Ages) en 1940 et La musique à la Renaissance (Music in the Renaissance) en 1954. Ces deux livres restent des ouvrages de référence dans leurs domaines respectifs, notamment grâce à une bibliographie très fournie, qui permet de remonter facilement aux œuvres originales.
En 1934, Gustave Reese fut membre fondateur de la Société Américaine de Musicologie (AMS), et président de celle-ci, de 1950 à 1952.